# Липіхинське сільське поселення
Липі́хинське сільське поселення (рос. Липихинское сельское поселение) — муніципальне утворення у складі Упоровського району Тюменської області, Росія.
Адміністративний центр та єдиний населений пункт — село Липіха.

## Населення
Населення — 393 особи (2020; 414 у 2018, 471 у 2010, 527 у 2002).